# Zona di Clarion-Clipperton

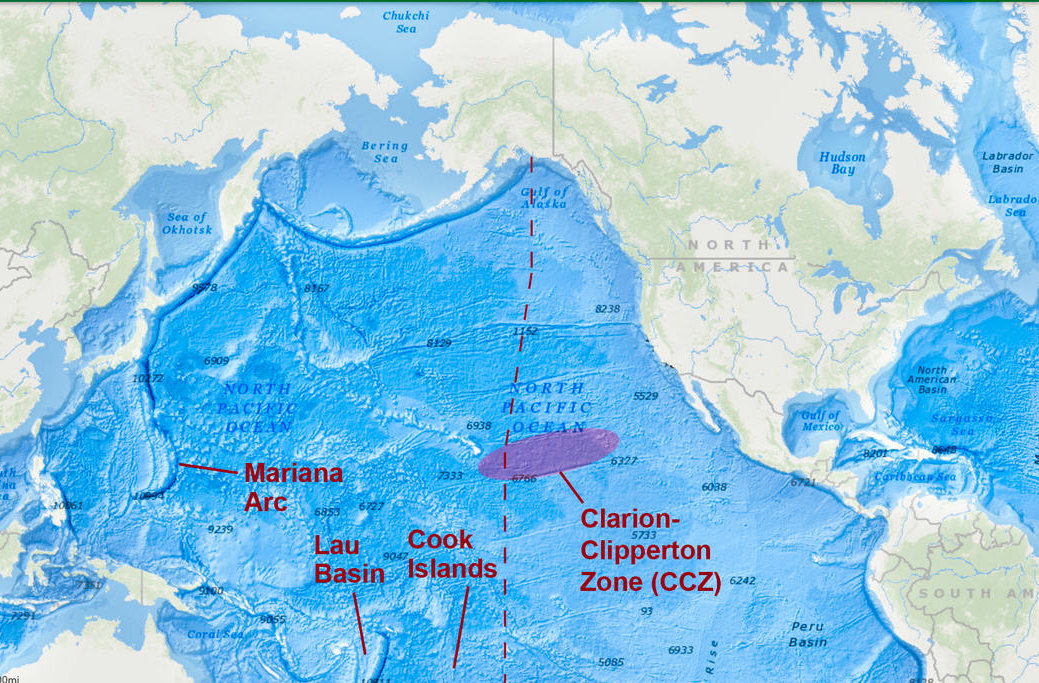
Localizzazione della zona di Clarion-Clipperton.

La zona di Clarion-Clipperton (CCZ), talvolta impropriamente chiamata zona di frattura di Clarion-Clipperton, è un'area del fondale dell'Oceano Pacifico amministrata dall'Autorità internazionale dei fondali marini (ISA) e balzata all'attenzione della comunità scientifica, e dell'opinione pubblica in generale, dopo che alcuni sondaggi hanno rivelato in essa la presenza di enormi giacimenti minerari, in particolare di noduli di manganese, il cui sfruttamento potrebbe però provocare, secondo alcuni studi, un irreparabile danno ambientale.

## Geografia

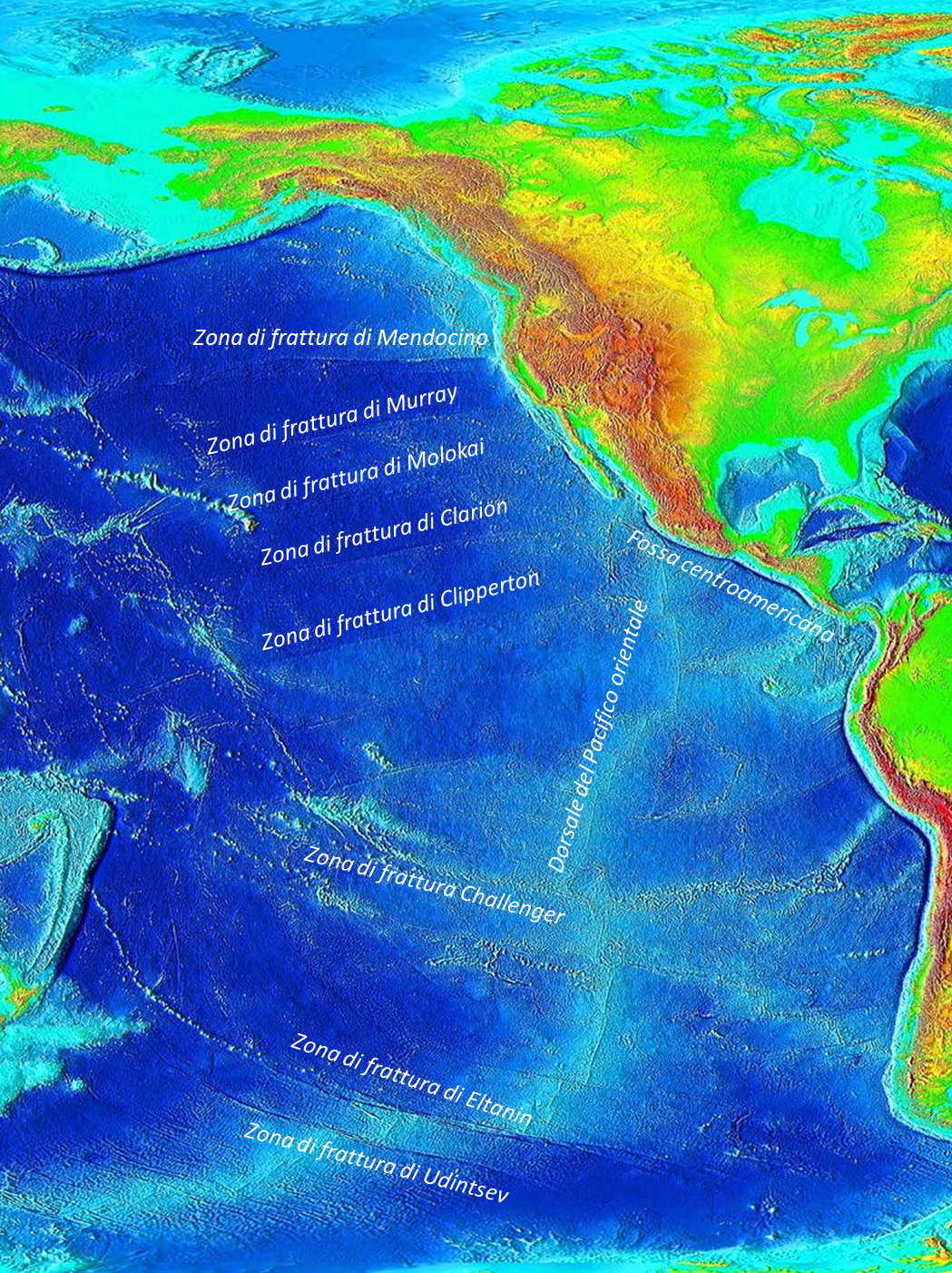
La zona di Clarion-Clipperton è un'area compresa tra le zona di frattura di Clarion e quella di Clipperton.

La zona di Clarion-Clipperton è un'area di dimensioni pari a circa 6000 × 1000 km, e quindi di superficie pari a circa 6 000 000, che si estende da est-ovest essendo delimitata a nord dalla zona di frattura di Clarion e a sud dalla zona di frattura di Clipperton, ossia dalle due più meridionali delle cinque grandi zone di frattura scoperte sul fondo del Pacifico settentrionale dall'Istituto oceanografico Scripps nel 1950, entrambe composte da una zona di frattura vera e propria e da una faglia trasforme a essa associata. Il confine orientale dell'area è considerato la dorsale Mathematician, una dorsale oceanica estintasi circa 3,5 milioni di anni fa, al cui estremo settentrionale è presente l'isola Socorro e oltre la quale sono presenti la dorsale del Pacifico orientale e la zona di frattura di Rivera, mentre quello occidentale è segnato dalla catena montuosa sottomarina i cui affioramenti in superficie costituiscono l'arcipelago della Sporadi Equatoriali.
L'età del fondale marino dell'area diminuisce da ovest a est andando dai circa 120 milioni di anni all'estremo occidentale ai 5 milioni di anni all'estremo orientale, man mano che ci si avvicina alla dorsale del Pacifico orientale, una dorsale oceanica attiva che separa la placca pacifica ad ovest dalle placche, da nord a sud, nordamericana, di Rivera, delle Cocos, di Nazca e antartica. Allo stesso modo, la profondità diminuisce man mano che ci si avvicina alla dorsale, passando dai ∼5500-5000 m alla latitudine di 161°W, ai ∼4800 m alla latitudine di 128°W, ai ∼4200 m alla latitudine di 115°W.

## Sfruttamento minerario

### Noduli polimetallici

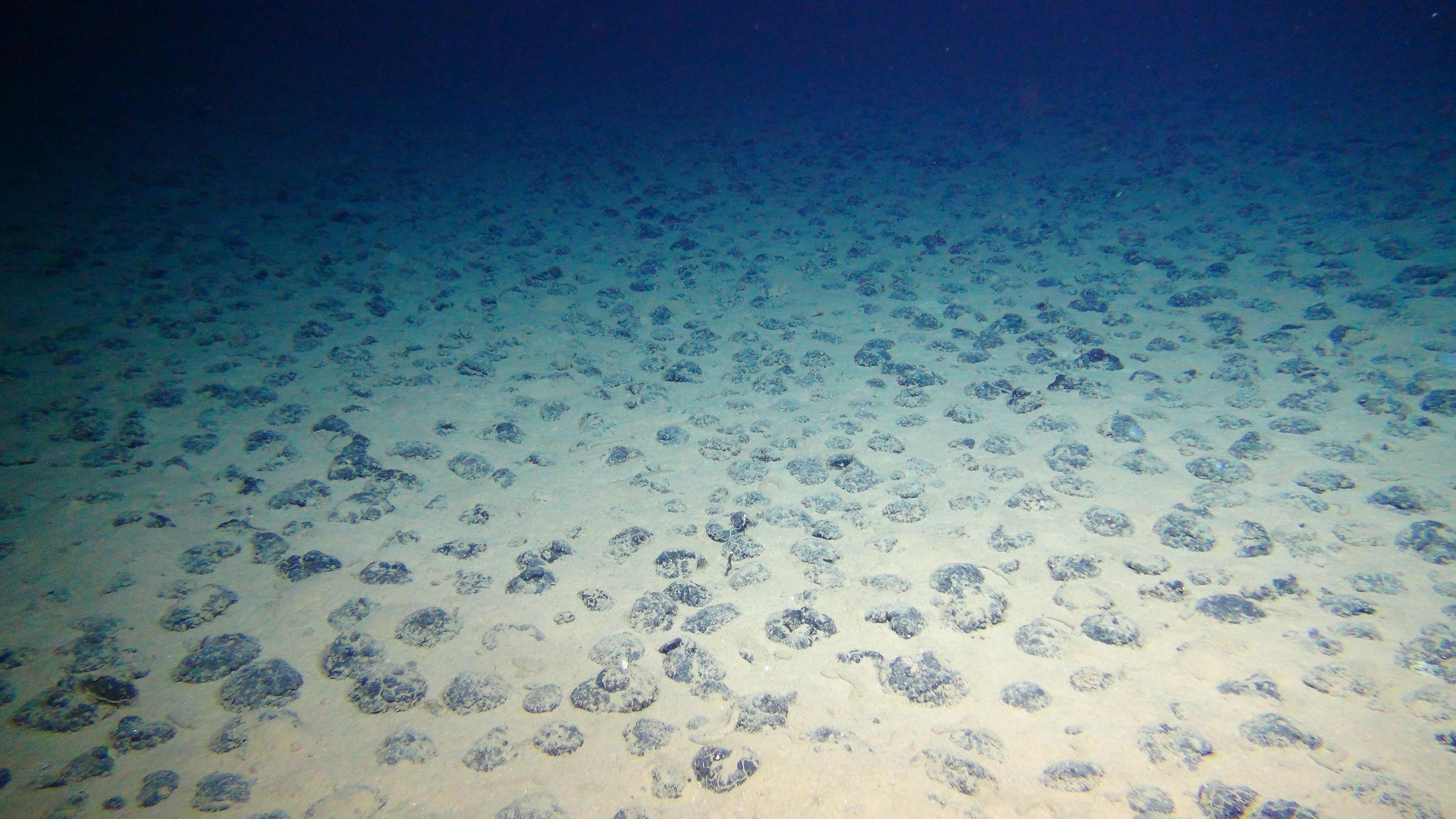
Noduli polimetallici fotografati sul fondale della zona di Clarion-Clipperton nel 2015.

I noduli polimetallici, noti anche come noduli di manganese, sono aggregati minerali di colore variabile dal marrone terroso al nero-bluastro, costituiti principalmente da composti di manganese e ferro e in minor quantità da composti di rame, cobalto, nichel e altri metalli. Generalmente sferici o discoidali e di dimensioni variabili da pochi millimetri a pochi centimetri di diametro, i noduli si formano tramite la deposizione di strati concentrici di idrossidi di ferro e manganese attorno a un nucleo che può essere costituito anche da poche particelle solide. La composizione dei minerali contenenti manganese è legata al meccanismo di formazione: i noduli sedimentari, che hanno un contenuto di Mn2+ inferiore a quello diagenetico, sono dominati da Fe‐vernadite, Mn‐feroxyhyte e asbolano‐buserite, mentre nei noduli diagenetici sono predominanti buserite I, birnessite, todorokite e asbolano-buserite. Le tipologie di accrescimento - che salvo poche eccezioni avviene a una velocità di pochi millimetri per milione di anni - ovvero diagenetica e idrogenetica, riflettono condizioni altalenanti di saturazione o meno dell'ossigeno, potenzialmente correlabili a periodi di clima glaciale e interglaciale.

Inizialmente considerati una curiosità scientifica, i giacimenti di noduli hanno visto l'attenzione verso di loro salire pian piano nel corso degli anni, tanto che i primi progetti per la loro estrazione dai fondali marini e per la loro lavorazione iniziarono negli anni 1960. A causa di considerazioni economiche e giuridiche, nonché di questioni tecniche ed ecologiche irrisolte, tuttavia, la maggior parte delle aziende interruppe i progetti commerciali una ventina di anni più tardi. Con il progredire della tecnologia, però, l'elevata domanda dei metalli contenuti nei noduli polimetallici, utili nella produzione di auto elettriche, turbine eoliche o batterie a base di litio, cobalto o nichel, e in generale nell'ingegneria aerospaziale, nell'ingegneria ambientale, nella tecnologia medica e in altre tecnologie all'avanguardia potrebbe diventare il catalizzatore per nuovi progetti minerari sui fondali marini nel XXI secolo.
Secondo stime dell'ISA, nella zona di Clarion-Clipperton sono presenti più di 21 miliardi di tonnellate di noduli polimetallici, contenenti più di 7 miliardi di tonnellate di manganese, 0,34 miliardi di tonnellate di nichel, 0,29 miliardi di tonnellate di rame e 0,06 miliardi di tonnellate di cobalto. Per quanto riguarda la composizione di tali noduli, è stato stimato che gli strati subossico-diagenetici di tipo 2 costituiscono circa il 50‐60% dei costituenti chimici dei noduli ivi presenti, mentre gli strati ossico-idrogenici di tipo 1 costituiscono circa il 35-40%, la rimanente parte del 5-10% dei noduli è infine costituita da particelle di sedimenti incorporate in fessure e pori del fondale.

### Sfruttamento

Mappa delle licenze di esplorazione concesse a diversi Paesi dalla ISA nel 2019. Sono mostrate anche le aree protette, che, al 2019, ammontavano a 9.

L'Autorità internazionale dei fondali marini rilascia licenze per l'esplorazione e l'estrazione di noduli di manganese sulla base della Convenzione delle Nazioni Unite sul diritto del mare, un trattato internazionale, efficace a partire dal 1994, che definisce i diritti e le responsabilità degli Stati nell'utilizzo dei mari e degli oceani, definendo linee guida che regolano le trattative, l'ambiente e la gestione delle risorse naturali.
Alla fine del 2023, l'ISA aveva rilasciato 17 licenze di esplorazione dei fondali della CCZ ad aziende provenienti da una decina di paesi diversi, da Nauru alla Cina, dalla Germania alle Isole Cook, costituendo anche una riserva naturale divisa in diverse zone da mantenere integre.
Il 25 giugno 2021, il presidente di Nauru, Lionel Aingimea, ha notificato all'ISA l'intenzione della Nauru Ocean Resources Inc. (NORI), una controllata della canadese DeepGreen Metals (oggi divenuta The Metals Company), di inoltrare una richiesta di approvazione per l'inizio di attività estrattive entro due anni nella zona di Clarion-Clipperton, e ha poi inviato tale richiesta il 9 luglio successivo. Secondo la cosiddetta "regola dei due anni", contenuta nell'Implementation Agreement del 1994, l'ISA aveva due anni dalla ricezione di tale notifica per finalizzare e porre in essere delle normative atte a governare il settore dell’attività mineraria in alto mare. Se non fosse stata in grado di farlo, l'ente avrebbe avuto l'obbligo di consentire alle società minerarie di iniziare a lavorare secondo le normative in vigore in quel momento.
Il 21 luglio 2023, tuttavia, con il termine di scadenza della richiesta di Nauru già passato da dieci giorni, i negoziati ISA si sono conclusi dopo dieci giorni di dibattito senza alcun accordo sulla regolamentazione dell'estrazione da fondali profondi, rinviando ogni trattativa al 2024 e vedendo la costituzione di una fronda sempre più numerosa di Paesi favorevoli a una pausa precauzionale nelle attività di estrazione. Tale pausa è dichiaratamente dovuta all'attuale poca conoscenza inerente i potenziali danni ambientali, inclusa un'irreversibile perdita di biodiversità, che un'attività invadente come quella estrattiva potrebbe avere sull'ecosistema dei fondali oceanici, ecosistema che risulta per gran parte ancora sconosciuto.

### Biodiversità della zona e rischio ambientale dell'estrazione

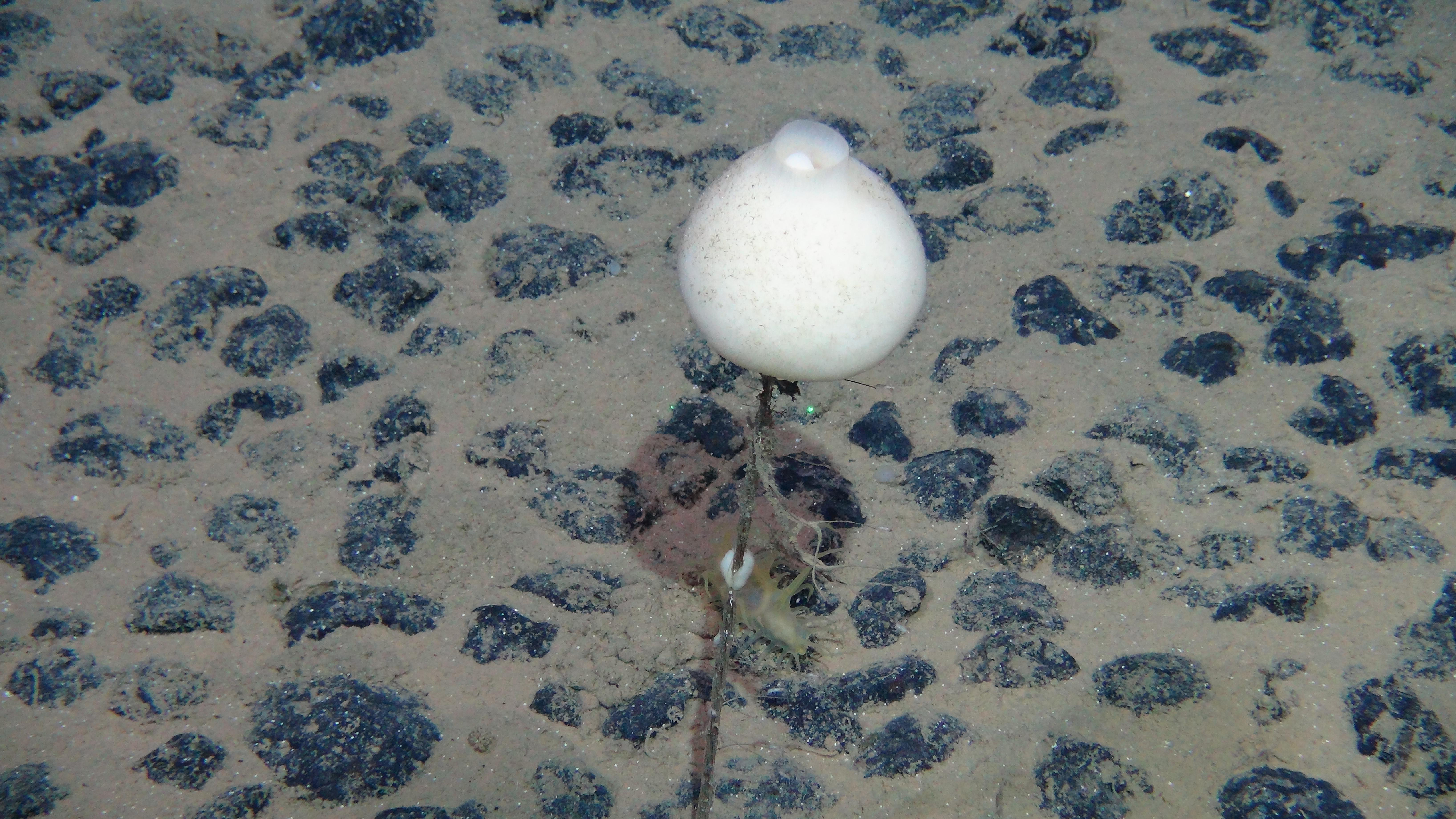
Una spugna vitrea in una distesa di noduli polimetallici sul fondo della zona di Clarion-Clipperton.

A causa della mancanza di ricerche storiche nella regione, in gran parte dovuta all'inaccessibilità di fondali così profondi, ai costi monetari e alla mancanza di una tecnologia adeguata, si sa molto poco della vita nella CCZ. Tuttavia, il fatto che la zona di Clarion-Clipperton sia divenuta una possibile area di estrazione mineraria, ha fatto sì che gli studi ambientali inerenti ad essa e all'estrazione da acque profonde in generale si moltiplicassero a partire dalla metà degli anni 2010. Il Massachusetts Institute of Technology e l'Università tecnica di Delft, ad esempio, grazie al loro status di osservatori ISA, hanno potuto studiare il potenziale impatto dell'estrazione dei noduli polimetallici dai fondali oceanici e confrontarlo con l'impatto ambientale dell'attività mineraria terrestre.
I crescenti sondaggi effettuati nella regione hanno quindi portato alla scoperta di molte nuove specie, suggerendo che la zona di Clarion-Clipperton possegga un'alta ricchezza di specie, molte delle quali di elevata rarità, tanto che uno studio pubblicato a metà del 2023 afferma che il 90% delle specie scoperte nella CCZ non siano mai state descritte in precedenza.
Al netto delle molte lacune ancora presenti nella comprensione dei ruoli svolti dai vari membri dell'ecosistema dei fondali della zona, un ambiente in cui i cambiamenti sono minimi nel corso di millenni, gli studi suggeriscono che proprio i noduli polimetallici, obbiettivo dichiarato dell'attività mineraria proposta nella regione, siano cruciali nella promozione di un elevato livello di biodiversità sul fondale marino. Essi fungono infatti da habitat per vermi, crostacei, molluschi e altri invertebrati sessili nonché per un'enorme varietà di microrganismi. Questi ultimi in particolare, vivendo sui noduli, decompongono il materiale vegetale e animale morto, generando una biomassa che si deposita sul fondale andando a costituire la base della catena alimentare locale. Peraltro, le basse temperature del luogo e la scarsità di cibo portano ad un basso tasso metabolico degli organismi che lo abitano, i quali quindi crescono lentamente e con un tasso di riproduzione molto basso.
Gran parte di ciò che è noto sul potenziale impatto ambientale di un'estrazione da acque profonde è il risultato di un test pilota di dragaggio condotto dalla statunitense Ocean Minerals Company nel 1978, a cui è seguito un monitoraggio della regione durato anni. Analizzando specificatamente i nematodi, ossia il taxon meiobentonico più abbondante della regione, si è riscontrato che, a 26 anni dal dragaggio, nell'area in cui esso è avvenuto vi è una minore ricchezza di specie e una minore biomassa totale rispetto agli spazi limitrofi. Dato che molte specie di nematodi risiedono nei cinque centimetri più superficiali del fondale, ossia proprio laddove giacciono da migliaia o milioni di anni i noduli polimetallici, la rimozione di questi ultimi trasformerebbe irreversibilmente l'habitat adatto a queste specie, poiché il nuovo strato di sedimenti che si verrebbe a creare dopo l'estrazione mineraria sarebbe significativamente più denso e più instabile.
Considerati i bassi livelli di sedimentazione e le correnti minime presenti a quelle profondità, gli studi suggeriscono che la rimozione dei noduli altererebbe radicalmente l'ecosistema della zona di Clarion-Clipperton per i millenni a venire, provocando enormi cambiamenti che non potrebbero essere rapidamente ripristinati una volta terminata l'attività estrattiva. Quanto valutato, poi, non include le minacce poste dall'inquinamento acustico e luminoso, i cui effetti sono ancora in gran parte sconosciuti.